# Omar Yoke Lin Ong
Tun Omar Yoke Lin Ong (* 23. Juli 1917 in Kuala Lumpur; † 1. Juli 2010 ebenda) war ein malaysischer Politiker und Diplomat.

## Biografie
Omar gehörte am 27. Februar 1949 zu den Gründungsmitgliedern der Malaysian Chinese Association (MCA) und war einer der Schlüsselfiguren bei der Bildung der Allianz von United Malays National Organisation (UMNO) und MCA. 1955 wurde er Minister für Post und Telekommunikation.
1957 war er Mitglied der von Tunku Abdul Rahman geleiteten Delegation bei den Verhandlungen zur Souveränität Malaysias vom Vereinigten Königreich in London.
Nach der Unabhängigkeit der Föderation Malaya am 31. August 1957 wurde er erster Minister für Arbeit und soziale Wohlfahrt in der Regierung von Premierminister Tunku Abdul Rahman. 1961 konvertierte der von chinesischen Vorfahren abstammende Omar zum Islam. In den folgenden Jahren war er von 1959 bis 1962 Gesundheitsminister im Kabinett von Tunku Abdul Rahman. Zwischen 1962 und 1972 war als Botschafter bei den Vereinten Nationen in New York City akkreditiert. 1963 gehörte er zu den Unterzeichner des Übereinkommens von London, durch das der Staat unter dem Namen Malaysia die endgültige Unabhängigkeit erhielt.
Anschließend war er in den Regierungen von Tunku Abdul Rahman und Abdul Razak Minister ohne Geschäftsbereich. Als solcher war er 1966 darüber hinaus auch Hochkommissar in Kanada sowie von 1967 bis 1972 Botschafter in Brasilien. Darüber hinaus war er zeitweise amtierender Minister für Verteidigung, für Handel und Industrie sowie für Landwirtschaft.
Am 23. Februar 1973 wurde er zum Präsidenten der Länderversammlung des Parlaments, der Dewan Negara, gewählt und bekleidete diese Position bis zum 31. Dezember 1980. Nach seinem anschließenden Ausscheiden aus dem aktiven politischen Leben engagierte sich Omar in Projekten der Sozialarbeit.